# Lift (együttes)
A Lift német rockegyüttes, mely a Dresden Sextett feloszlását követően jött létre 1973-ban és azóta is aktív. Első koncertjüket 1973. január 28-án adták. A tagok az évek során többször cserélődtek. 1977-ben adták ki első nagylemezüket, ezután nem sokkal Henry Pacholski és Gerhard Zachar egy lengyelországi turné során életüket vesztették egy közlekedési balesetben.

## Tagok
- Gerhard Zachar (basszus 1973-78)
- Konrad Burkert (dob)
- Jürgen Heinrich (gitár)
- Till Patzer (altszaxofon, furulya)
- Manfred Nytsch (harsona)
- Wolfgang Scheffler billentyűsök)
- Karl-Matthias Pflugbeil (trombita)
- Bernd Schlund (vokál)
- Christiane Ufholz (vokál)
- Werther Lohse (vokál, ütősök, 1974-től)
- Bodo Kommnick (gitár, vokál)
- Yvonne Fechner (hegedű, vokál)
- Peter Michailow (dob)
- Jens Brüssow (basszus)
- Stephan Trepte (vokál, 1973-75)
- Franz Bartzsch (billentyűsök, vokál, 1973-74)
- Michael Heubach (billentyűsök, 1974-85)
- Henry Pacholski (vokál, 1975-78)
- Hans Wintoch (hegedű, billentyűsök, vokál, 1984)

## Diszkográfia

### Albumok
- Lift (1977)
- Meeresfahrt (1979)
- Spiegelbild (1981)
- Nach Hause (1987)
- Unplugged (2000)

### Kislemezek
- Komm doch einfach mit / Jeder Tag ist eine lange Reise (1974)
- Lied einer alten Stadt / Soldat vom Don (1975, Die Klosterbrüder / Lift)
- Mein Herz soll ein Wasser sein / Roter Stein (1975)
- Wasser und Wein / Jeden Abend (1976)
- Am Abend mancher Tage / Komm heraus (1980)
- Sag mir alles, was du weißt / Immerfort (1984)

## Fordítás
- Ez a szócikk részben vagy egészben  a   Lift (band) című angol Wikipédia-szócikk fordításán alapul.  Az eredeti cikk szerkesztőit annak laptörténete sorolja fel. Ez a jelzés csupán a megfogalmazás eredetét és a szerzői jogokat jelzi, nem szolgál a cikkben szereplő információk forrásmegjelöléseként.